# Lizardo Garrido
Lizardo Antonio Garrido Bustamante (ur. 25 sierpnia 1957 w Santiago) – piłkarz chilijski grający podczas kariery na pozycji obrońcy.

## Kariera klubowa
Karierę piłkarską Lizardo Garrido rozpoczął w klubie CSD Colo-Colo. W 1975 roku zadebiutował w jego barwach w chilijskiej Primera División. W 1977 roku odszedł do Colchagua San Fernando. Rok 1978 spędził w CD Trasandino, a następny ponownie w Colchaguy. W 1980 roku powrócił do CSD Colo-Colo.
Z CSD Colo-Colo sześciokrotnie zdobył mistrzostwo Chile w 1981, 1983, 1986, 1989, 1990, 1991 i pięciokrotnie Puchar Chile w 1981, 1982, 1988, 1989 i 1990. Na arenie międzynarodowej zdobył jedyny w jego historii Copa Libertadores w 1991 oraz Recopa Sudamericana i Copa Interamericana w 1992. Indywidualnie Garrido w 1984 został wybrany "Piłkarzem Roku" w Chile.
Na koniec kariery wyjechał do Meksyku, gdzie występował w klubie Santos Laguna.

## Kariera reprezentacyjna
W reprezentacji Chile Garrido zadebiutował 10 marca 1981 w towarzyskim spotkaniu z Kolumbią. W 1982 roku został powołany przez selekcjonera Luisa Santibáñeza do kadry na Mistrzostwa Świata w Hiszpanii. Na Mundialu Garrido wystąpił w meczach z Austrią i RFN. W 1991 uczestniczył Copa América. Na turnieju rozgrywanym w Chile Garrido wystąpił we wszystkich siedmiu meczach z Wenezuelą, Peru, Argentyną, Paragwajem, Kolumbią, ponownie z Argentyną i Brazylią, który był jego ostatnim meczem w reprezentacji. Od 1981 do 1991 roku rozegrał w kadrze narodowej 44 spotkania.